# Liste der Gouverneure und Präsidenten der Präsidentschaft Madras
Dieser Artikel enthält chronologische Liste der Gouverneure und Präsidenten der Präsidentschaft Madras bzw. ihrer Vorläufer, der englischen Handelsniederlassung in Madras (dem heutigen Chennai). Bis zur Etablierung von Madras als Präsidentschaft im Jahr 1684 handelte es sich um Handelsagenten, danach um Präsidenten. Ab 1785 war Madras eine Provinz und der Vorsteher der Provinzialverwaltung trug den Titel eines Gouverneurs von Madras. Während des Ersten Karnatischen Krieges wurde die Präsidentschaft Madras drei Jahre lang von französischen Gouverneuren administriert.

## Gouverneure von Fort St. George
Fort St. George wurde ab 1640 von Händlern der späteren Britischen Ostindien-Kompanie als befestigte Handelsniederlassung erbaut. Von ihrer Gründung bis zum Jahr 1653 stand die Niederlassung unter der Jurisdiktion der Präsidentschaft Bantam auf Java. Ab 1658 bis 1681 unterstanden auch die Niederlassungen in Bengalen der Jurisdiktion von Madras. Die nachfolgenden Amtszeiten bezeichnen den Zeitraum, in dem der jeweilige Amtsinhaber de facto vor Ort das Gouverneursamt ausübte, und exkludiert z. B. Anreisezeiten nach Indien infolge einer formellen Ernennung in London.
| Name                                                                               | Amtsbeginn         | Amtsende             | Bemerkungen |
| ---------------------------------------------------------------------------------- | ------------------ | -------------------- | --- |
| Andrew Cogan                                                                       | 20. Februar 1640   | 24. August 1643      | |
| Francis Day                                                                        | 27. August 1643    | 4. August 1644       | |
| Thomas Ivie                                                                        | 4. August 1644     | 23. September 1648   | |
| Thomas Greenhill                                                                   | 23. September 1648 | 1. September 1652    | erste Amtszeit |
| Aaron Baker                                                                        | 1. September 1652  | 20. Januar 1655      | |
| Thomas Greenhill                                                                   | 20. Januar 1655    | 4. Januar 1659       | zweite Amtszeit |
| Sir Thomas Chamber                                                                 | 4. Januar 1659     | 1. August 1662       | |
| William Blake                                                                      | 1. August 1662     | 27. August 1662      | provisorisch im Amt |
| Charles Proby                                                                      | 27. August 1662    | 22. September 1662   | provisorisch im Amt |
| Sir Edward Winter                                                                  | 22. September 1662 | 22. Juni 1665        | erste Amtszeit |
| George Foxcroft                                                                    | 22. Juni 1665      | 14. September 1665   | erste Amtszeit |
| Sir Edward Winter                                                                  | 16. September 1665 | 22. August 1668      | zweite Amtszeit; in Rebellion |
| George Foxcroft                                                                    | 22. August 1668    | 14. Juni 1670        | zweite Amtszeit |
| Sir William Langhorne, 1. Baronet                                                  | 14. Juni 1670      | 27. Januar 1678      | |
| Streynsham Master                                                                  | 27. Januar 1678    | 1. August 1679       | erste Amtszeit |
| Joseph Hynmers                                                                     | 1. August 1679     | 25. Januar 1680      | kommissarisch im Amt |
| Streynsham Master                                                                  | 25. Januar 1680    | 3. Juli 1681         | zweite Amtszeit |
| William Gyfford                                                                    | 3. Juli 1681       | 8. August 1684       | Am 14. November 1681 beschloss die Kompanie, ihre bengalischen Besitzungen administrativ aus der Jurisdiktion von Madras herauszulösen. Die entsprechende Anweisung traf am 17. Juli 1682 in Madras ein.     |
| Elihu Yale                                                                         | 8. August 1684     | 26. Januar 1685      | kommissarisch im Amt während der Abwesenheit und des Aufenthalts Gyffords in Bengalen; erste Amtszeit |
| William Gyfford                                                                    | 26. Januar 1685    | 25. Juli 1687        | zweite Amtszeit |
| Elihu Yale                                                                         | 25. Juli 1687      | 3. Oktober 1692      | zweite Amtszeit |
| Nathaniel Higginson                                                                | 3. Oktober 1692    | 5. Dezember 1692     | erste Amtszeit |
| Sir John Goldsborough                                                              | 5. Dezember 1692   | 29. Juli 1693        | kommissarisch im Amt als Supervisor und Generalkommissar |
| Nathaniel Higginson                                                                | 3. Oktober 1692    | 7. Juli 1698         | zweite Amtszeit |
| Thomas Pitt                                                                        | 7. Juli 1698       | 18. September 1709   | |
| Gulston Addison                                                                    | 18. September 1709 | 17. Oktober 1709 (†) | |
| Edmund Montague                                                                    | 17. September 1709 | 3. November 1709     | kommissarisch im Amt |
| William Fraser                                                                     | 3. November 1709   | 11. Juli 1711        | kommissarisch im Amt |
| Edward Harrison                                                                    | 11. Juli 1711      | 8. Januar 1717       | |
| Joseph Collet                                                                      | 8. Januar 1717     | 18. Januar 1720      | |
| Francis Hastings                                                                   | 18. Januar 1720    | 15. Oktober 1721     | |
| Nathaniel Elwick                                                                   | 15. Oktober 1721   | 15. Januar 1725      | |
| James Macrae                                                                       | 15. Januar 1725    | 14. Mai 1730         | |
| George Morton Pitt                                                                 | 14. Mai 1730       | 23. Januar 1735      | |
| Richard Benyon                                                                     | 23. Januar 1735    | 17. Januar 1743      | |
| Nicholas Morse                                                                     | 17. Januar 1743    | 10. September 1746   | Nachdem Madras am 10. September 1746 im Ersten Karnatischen Krieg durch französische Truppen erobert worden war, ging die Administration formell auf John Hinde, den Deputy Governor in Fort St. David über. |
| John Hinde                                                                         | 10. September 1746 | 14. April 1747 (†)   | in Fort St. David |
| Charles Floyer                                                                     | 16. April 1747     | 6. Juli 1750         | in Fort St. David |
| Thomas Saunders                                                                    | 19. September 1750 | 14. Januar 1755      | Am 5. April 1752 nahm die britische Verwaltung wieder ihren Sitz in Madras – vier Jahre nach der Rückgabe des Orts im Rahmen des Friedens von Aachen.                                                        |
| George Pigot                                                                       | 14. Januar 1755    | 14. November 1763    | erste Amtszeit |
| Robert Palk                                                                        | 14. November 1763  | 25. Januar 1767      | |
| Charles Bourchier                                                                  | 25. Januar 1767    | 31. Januar 1770      | |
| Josias Du Pré                                                                      | 31. Januar 1770    | 2. Februar 1773      | |
| Alexander Wynch                                                                    | 2. Februar 1773    | 11. Dezember 1775    | |
| George Pigot, 1. Baron Pigot                                                       | 11. Dezember 1775  | 24. August 1776      | zweite Amtszeit; wurde am 23. August 1776 durch Putsch abgesetzt und inhaftiert, starb vor rechtlicher Klärung am 11. Mai 1777                                                                               |
| George Stratton                                                                    | 23. August 1776    | 31. August 1777      | Usurpator |
| John Whitehill                                                                     | 31. August 1777    | 8. Februar 1778      | kommissarisch im Amt, erste Amtszeit |
| Sir Thomas Rumbold, 1. Baronet                                                     | 8. Februar 1778    | 6. April 1780        | |
| John Whitehill                                                                     | 6. April 1780      | 8. November 1780     | kommissarisch im Amt, zweite Amtszeit |
| Charles Smith                                                                      | 8. November 1780   | 22. Juni 1781        | kommissarisch im Amt |
| George Macartney, 1. Baron Macartney                                               | 22. Juni 1781      | 8. Juni 1785         | |
| Alexander Davidson                                                                 | 8. Juni 1785       | 6. April 1786        | kommissarisch im Amt |
| Sir Archibald Campbell                                                             | 6. April 1786      | 7. Februar 1789      | |
| John Holland                                                                       | 7. Februar 1789    | 13. Februar 1790     | kommissarisch im Amt |
| Edward John Hollond                                                                | 13. Februar 1790   | 20. Februar 1790     | kommissarisch im Amt |
| William Medows                                                                     | 20. Februar 1790   | 17. Mai 1790         | erste Amtszeit |
| John Turing                                                                        | 17. Mai 1790       | 14. Juni 1790        | kommissarisch im Amt |
| Morgan Williams                                                                    | 14. Juni 1790      | 15. Oktober 1790     | kommissarisch im Amt |
| Sir Charles Oakeley, 1. Baronet                                                    | 15. Oktober 1790   | 21. April 1792       | kommissarisch im Amt, erste Amtszeit |
| William Medows                                                                     | 21. April 1792     | 1. August 1792       | zweite Amtszeit |
| Sir Charles Oakeley, 1. Baronet                                                    | 1. August 1792     | 7. September 1794    | zweite Amtszeit |
| Robert Hobart, Lord Hobart                                                         | 7. September 1794  | 21. Februar 1798     | |
| George Harris                                                                      | 21. Februar 1798   | 21. August 1798      | kommissarisch im Amt |
| Edward Clive, 2. Baron Clive                                                       | 21. August 1798    | 30. August 1803      | |
| Lord William Cavendish-Bentinck                                                    | 30. August 1803    | 11. September 1807   | |
| William Petrie                                                                     | 11. September 1807 | 24. September 1807   | kommissarisch im Amt |
| Sir George Barlow, 1. Baronet                                                      | 24. September 1807 | 21. Mai 1813         | |
| Hon. John Abercrombie                                                              | 21. Mai 1813       | 16. September 1814   | kommissarisch im Amt |
| Hugh Elliot                                                                        | 16. September 1814 | 10. Juni 1820        | |
| Sir Thomas Munro                                                                   | 10. Juni 1820      | 6. Juli 1827 (†)     | |
| Henry Sullivan Graeme                                                              | 10. Juli 1827      | 18. Oktober 1827     | kommissarisch im Amt |
| Stephen Rumbold Lushington                                                         | 18. Oktober 1827   | 25. Oktober 1832     | |
| Sir Frederick Adam                                                                 | 25. Oktober 1832   | 4. März 1837         | |
| George Edward Russell                                                              | 4. März 1837       | 6. März 1837         | kommissarisch im Amt |
| John Elphinstone, 13. Lord Elphinstone                                             | 6. März 1837       | 24. September 1842   | |
| George Hay, 8. Marquess of Tweeddale                                               | 24. September 1842 | 23. Februar 1848     | War gleichzeitig Oberkommandierender (Commander-in-Chief) der Madras Army. |
| Henry Dickinson                                                                    | 23. Februar 1848   | 7. April 1848        | kommissarisch im Amt |
| Sir Henry Pottinger, 1. Baronet                                                    | 7. April 1848      | 24. April 1854       | |
| Daniel Eliott                                                                      | 24. April 1854     | 28. April 1854       | kommissarisch im Amt |
| George Harris, 3. Baron Harris                                                     | 28. April 1854     | 28. März 1859        | |
| Sir Charles Edward Trevelyan                                                       | 28. März 1859      | 8. Juni 1860         | |
| William Ambrose Morehead                                                           | 8. Juni 1860       | 5. Juli 1860         | kommissarisch im Amt, erste Amtszeit |
| Sir Henry George Ward                                                              | 5. Juli 1860       | 2. August 1860 (†)   | |
| William Ambrose Morehead                                                           | 4. August 1860     | 18. Februar 1861     | kommissarisch im Amt, zweite Amtszeit |
| Sir William Thomas Denison                                                         | 18. Februar 1861   | 27. März 1866        | war 1863 bis 1864 kommissarisch Generalgouverneur und Vizekönig von Indien |
| Edward Maltby                                                                      | 26. November 1863  | 18. Januar 1864      | kommissarisch im Amt |
| Francis Napier, 10. Lord Napier                                                    | 27. März 1866      | 19. Februar 1872     | war 1872 kommissarisch Generalgouverneur und Vizekönig von Indien |
| Alexander John Arbuthnot                                                           | 19. Februar 1872   | 15. Mai 1872         | kommissarisch im Amt |
| Vere Hobart, Lord Hobart                                                           | 15. Mai 1872       | 27. April 1875 (†)   | |
| William Rose Robinson                                                              | 29. April 1875     | 23. November 1875    | kommissarisch im Amt |
| Richard Temple-Nugent-Brydges-Chandos-Grenville, 3. Duke of Buckingham and Chandos | 23. November 1875  | 20. Dezember 1880    | |
| William Patrick Adam                                                               | 20. Dezember 1880  | 24. Mai 1881 (†)     | |
| William Huddleston                                                                 | 24. Mai 1881       | 4. November 1881     | kommissarisch im Amt |
| Mountstuart Elphinstone Grant Duff                                                 | 5. November 1881   | 8. Dezember 1886     | |
| Robert Bourke, 1. Baron Connemara                                                  | 8. Dezember 1886   | 1. Dezember 1890     | |
| John Henry Garstin                                                                 | 1. Dezember 1890   | 23. Januar 1891      | kommissarisch im Amt |
| Beilby Lawley, 3. Baron Wenlock                                                    | 23. Januar 1891    | 18. März 1896        | |
| Sir Arthur Elibank Havelock                                                        | 18. März 1896      | 28. Dezember 1900    | |
| Arthur Russell                                                                     | 28. Dezember 1900  | 30. April 1904       | erste Amtszeit |
| Sir James Thompson                                                                 | 30. April 1904     | 13. Dezember 1904    | kommissarisch im Amt |
| Arthur Russell, 2. Baron Ampthill                                                  | 13. Dezember 1904  | 15. Februar 1906     | zweite Amtszeit |
| Gabriel Stoles                                                                     | 15. Februar 1906   | 28. März 1906        | kommissarisch im Amt |
| Sir Arthur Lawley                                                                  | 28. März 1906      | 3. November 1911     | |
| Thomas Gibson-Carmichael, 1. Baron Carmichael                                      | 3. November 1911   | 30. März 1912        | |
| Sir Murray Hammick                                                                 | 30. März 1912      | 30. Oktober 1912     | kommissarisch im Amt |
| John Sinclair, 1. Baron Pentland                                                   | 30. Oktober 1912   | 29. März 1919        | |
| Sir Alexander Gordon Cardew                                                        | 29. März 1919      | 10. April 1919       | kommissarisch im Amt |
| Freeman Freeman-Thomas, 1. Baron Willingdon                                        | 10. April 1919     | 12. April 1924       | |
| Sir Charles George Todhunter                                                       | 12. April 1924     | 14. April 1924       | kommissarisch im Amt |
| George Goschen, 2. Viscount Goschen                                                | 14. April 1924     | 29. Juni 1929        | |
| Sir Norman Edward Majoribanks                                                      | 29. Juni 1929      | 11. November 1929    | kommissarisch im Amt |
| Sir George Frederick Stanley                                                       | 11. November 1929  | 16. Mai 1934         | erste Amtszeit |
| Sir Mohammad Usman                                                                 | 16. Mai 1934       | 16. August 1934      | kommissarisch im Amt |
| Sir George Frederick Stanley                                                       | 16. August 1934    | 15. November 1934    | zweite Amtszeit |
| John Erskine, Lord Erskine                                                         | 15. November 1934  | 18. Juni 1936        | erste Amtszeit |
| Sir Kurma Venkata                                                                  | 18. Juni 1936      | 1. Oktober 1936      | kommissarisch im Amt |
| John Erskine, Lord Erskine                                                         | 1. Oktober 1936    | 12. März 1940        | zweite Amtszeit |
| Hon. Arthur Hope                                                                   | 12. März 1940      | 26. Februar 1946     | |
| Sir Henry Foley Knight                                                             | 26. Februar 1946   | 5. Mai 1946          | kommissarisch im Amt |
| Sir Archibald Nye                                                                  | 5. Mai 1946        | 14. August 1947      | |